# Grace Jantzen
Grace Marion Jantzen (24 de Maio de 1948 - 2 de Maio de 2006) foi uma filósofa feminista e uma teóloga. 
Foi professora de religião e cultura na Universidade de Manchester de 1996 até a morte. O trabalho mais conhecido é Becoming divine: towards a feminist philosophy of religion. Nesse livro, Grace propõe uma nova Filosofia da Religião, numa perspectiva feminista. Também foi autora de trabalhos sobre misticismo Cristão.
Grace Jantzen morreu de câncer aos 57 anos.